# Gran Premio de Australia de Motociclismo de 2018
El Gran Premio de Australia de Motociclismo de 2018 (oficialmente Michelin Australian Motorcycle Grand Prix) fue la decimoséptima prueba del Campeonato del Mundo de Motociclismo de 2018. Tuvo lugar en el fin de semana del 26 al 28 de octubre de 2018 en el Circuito de Phillip Island, situado en la isla de Phillip Island, estado de Victoria, Australia.
La carrera de MotoGP fue ganada por Maverick Viñales, seguido de Andrea Iannone y Andrea Dovizioso. Brad Binder fue el ganador de la prueba de Moto2, por delante de Joan Mir y Xavi Vierge. La carrera de Moto3 fue ganada por Albert Arenas, Fabio Di Giannantonio fue segundo y Celestino Vietti tercero.

## Resultados

### Resultados MotoGP
| Pos.    | N.º | Piloto            | Constructor | Vueltas | Tiempo          | Parrilla | Puntos |
| ------- | --- | ----------------- | ----------- | ------- | --------------- | -------- | ------ |
| 1       | 25  | Maverick Viñales  | Yamaha      | 27      | 40:51.081       | 2        | 25     |
| 2       | 29  | Andrea Iannone    | Suzuki      | 27      | +1.543          | 4        | 20     |
| 3       | 4   | Andrea Dovizioso  | Ducati      | 27      | +1.832          | 9        | 16     |
| 4       | 19  | Álvaro Bautista   | Ducati      | 27      | +4.072          | 12       | 13     |
| 5       | 42  | Álex Rins         | Suzuki      | 27      | +5.017          | 5        | 11     |
| 6       | 46  | Valentino Rossi   | Yamaha      | 27      | +5.132          | 7        | 10     |
| 7       | 43  | Jack Miller       | Ducati      | 27      | +6.756          | 6        | 9      |
| 8       | 21  | Franco Morbidelli | Honda       | 27      | +21.805         | 15       | 8      |
| 9       | 41  | Aleix Espargaró   | Aprilia     | 27      | +22.904         | 19       | 7      |
| 10      | 38  | Bradley Smith     | KTM         | 27      | +22.940         | 16       | 6      |
| 11      | 17  | Karel Abraham     | Ducati      | 27      | +34.386         | 13       | 5      |
| 12      | 9   | Danilo Petrucci   | Ducati      | 27      | +35.025         | 8        | 4      |
| 13      | 45  | Scott Redding     | Aprilia     | 27      | +36.348         | 22       | 3      |
| 14      | 30  | Takaaki Nakagami  | Honda       | 27      | +36.389         | 14       | 2      |
| 15      | 10  | Xavier Siméon     | Ducati      | 27      | +44.214         | 17       | 1      |
| 16      | 12  | Thomas Lüthi      | Honda       | 27      | +48.226         | 20       |        |
| 17      | 81  | Jordi Torres      | Ducati      | 27      | +1:04.965       | 21       |        |
| 18      | 7   | Mike Jones        | Ducati      | 27      | +1:19.817       | 23       |        |
| Ret     | 44  | Pol Espargaró     | KTM         | 22      | Retirado        | 11       |        |
| Ret     | 55  | Hafizh Syahrin    | Yamaha      | 18      | Caída           | 10       |        |
| Ret     | 26  | Dani Pedrosa      | Honda       | 11      | Caída           | 18       |        |
| Ret     | 93  | Marc Márquez      | Honda       | 5       | Daño por choque | 1        |        |
| Ret     | 5   | Johann Zarco      | Yamaha      | 5       | Choque          | 3        |        |
| DNS     | 35  | Cal Crutchlow     | Honda       |         | No empezó       |          |        |
| Fuente: |     |                   |             |         |                 |          |        |

### Resultados Moto2
| Pos.    | N.º | Piloto              | Constructor | Vueltas | Tiempo    | Parrilla | Puntos |
| ------- | --- | ------------------- | ----------- | ------- | --------- | -------- | ------ |
| 1       | 41  | Brad Binder         | KTM         | 25      | 39:23.427 | 5        | 25     |
| 2       | 36  | Joan Mir            | Kalex       | 25      | +0.036    | 14       | 20     |
| 3       | 97  | Xavi Vierge         | Kalex       | 25      | +0.949    | 3        | 16     |
| 4       | 40  | Augusto Fernández   | Kalex       | 25      | +0.957    | 13       | 13     |
| 5       | 10  | Luca Marini         | Kalex       | 25      | +1.767    | 7        | 11     |
| 6       | 77  | Dominique Aegerter  | KTM         | 25      | +2.482    | 4        | 10     |
| 7       | 73  | Álex Márquez        | Kalex       | 25      | +3.759    | 9        | 9      |
| 8       | 2   | Jesko Raffin        | Kalex       | 25      | +4.850    | 10       | 8      |
| 9       | 23  | Marcel Schrötter    | Kalex       | 25      | +6.250    | 2        | 7      |
| 10      | 20  | Fabio Quartararo    | Speed Up    | 25      | +7.453    | 6        | 6      |
| 11      | 44  | Miguel Oliveira     | KTM         | 25      | +8.675    | 19       | 5      |
| 12      | 42  | Francesco Bagnaia   | Kalex       | 25      | +9.725    | 16       | 4      |
| 13      | 45  | Tetsuta Nagashima   | Kalex       | 25      | +9.787    | 20       | 3      |
| 14      | 22  | Sam Lowes           | KTM         | 25      | +11.209   | 18       | 2      |
| 15      | 57  | Edgar Pons          | Speed Up    | 25      | +14.076   | 21       | 1      |
| 16      | 89  | Khairul Idham Pawi  | Kalex       | 25      | +15.350   | 22       |        |
| 17      | 4   | Steven Odendaal     | NTS         | 25      | +15.396   | 25       |        |
| 18      | 16  | Joe Roberts         | NTS         | 25      | +23.230   | 23       |        |
| 19      | 24  | Simone Corsi        | Kalex       | 25      | +33.736   | 24       |        |
| 20      | 5   | Andrea Locatelli    | Kalex       | 25      | +42.324   | 17       |        |
| 21      | 67  | Bryan Staring       | Tech 3      | 25      | +52.297   | 26       |        |
| 22      | 7   | Lorenzo Baldassarri | Kalex       | 25      | +1:03.888 | 11       |        |
| Ret     | 18  | Xavier Cardelús     | Kalex       | 14      | Retirado  | 30       |        |
| Ret     | 87  | Remy Gardner        | Tech 3      | 13      | Retirado  | 15       |        |
| Ret     | 9   | Jorge Navarro       | Kalex       | 8       | Caída     | 12       |        |
| Ret     | 27  | Iker Lecuona        | KTM         | 6       | Caída     | 8        |        |
| Ret     | 21  | Federico Fuligni    | Kalex       | 6       | Retirado  | 28       |        |
| Ret     | 95  | Jules Danilo        | Kalex       | 4       | Caída     | 27       |        |
| Ret     | 32  | Isaac Viñales       | Suter       | 4       | Retirado  | 29       |        |
| Ret     | 54  | Mattia Pasini       | Kalex       | 1       | Caída     | 1        |        |
| DNS     | 62  | Stefano Manzi       | Suter       |         | No empezó |          |        |
| DNS     | 66  | Niki Tuuli          | Kalex       |         | No empezó |          |        |
| Fuente: |     |                     |             |         |           |          |        |

### Resultados Moto3
| Pos.    | N.º | Piloto                 | Constructor | Vueltas | Tiempo    | Parrilla | Puntos |
| ------- | --- | ---------------------- | ----------- | ------- | --------- | -------- | ------ |
| 1       | 75  | Albert Arenas          | KTM         | 23      | 37:48.073 | 11       | 25     |
| 2       | 21  | Fabio Di Giannantonio  | Honda       | 23      | +0.052    | 17       | 20     |
| 3       | 31  | Celestino Vietti       | KTM         | 23      | +0.059    | 21       | 16     |
| 4       | 24  | Tatsuki Suzuki         | Honda       | 23      | +0.081    | 23       | 13     |
| 5       | 88  | Jorge Martín           | Honda       | 23      | +0.099    | 1        | 11     |
| 6       | 44  | Arón Canet             | Honda       | 23      | +0.154    | 10       | 10     |
| 7       | 7   | Adam Norrodin          | Honda       | 23      | +0.188    | 13       | 9      |
| 8       | 33  | Enea Bastianini        | Honda       | 23      | +0.235    | 14       | 8      |
| 9       | 84  | Jakub Kornfeil         | KTM         | 23      | +0.328    | 4        | 7      |
| 10      | 71  | Ayumu Sasaki           | Honda       | 23      | +0.406    | 3        | 6      |
| 11      | 72  | Alonso López           | Honda       | 23      | +0.575    | 16       | 5      |
| 12      | 40  | Darryn Binder          | KTM         | 23      | +0.889    | 2        | 4      |
| 13      | 16  | Andrea Migno           | KTM         | 23      | +0.987    | 26       | 3      |
| 14      | 17  | John McPhee            | KTM         | 23      | +0.989    | 18       | 2      |
| 15      | 65  | Philipp Öttl           | KTM         | 23      | +2.148    | 6        | 1      |
| 16      | 55  | Yari Montella          | Honda       | 23      | +34.700   | 22       |        |
| 17      | 81  | Stefano Nepa           | KTM         | 23      | +34.969   | 24       |        |
| 18      | 41  | Nakarin Atiratphuvapat | Honda       | 23      | +39.367   | 25       |        |
| 19      | 27  | Kaito Toba             | Honda       | 23      | +48.054   | 12       |        |
| 20      | 77  | Vicente Pérez          | KTM         | 23      | +48.970   | 27       |        |
| Ret     | 14  | Tony Arbolino          | Honda       | 21      | Caída     | 7        |        |
| Ret     | 10  | Dennis Foggia          | KTM         | 21      | Caída     | 9        |        |
| Ret     | 42  | Marcos Ramírez         | KTM         | 13      | Caída     | 8        |        |
| Ret     | 5   | Jaume Masiá            | KTM         | 13      | Caída     | 19       |        |
| Ret     | 48  | Lorenzo Dalla Porta    | Honda       | 12      | Caída     | 20       |        |
| Ret     | 12  | Marco Bezzecchi        | KTM         | 10      | Caída     | 15       |        |
| Ret     | 19  | Gabriel Rodrigo        | KTM         | 10      | Caída     | 5        |        |
| DNS     | 22  | Kazuki Masaki          | KTM         |         | No empezó |          |        |
| 1.      |     |                        |             |         |           |          |        |
| Fuente: |     |                        |             |         |           |          |        |